# Sender Bad Dürrheim
Der Sender Bad Dürrheim war eine Rundfunksendeanlage für Kurz- und Mittelwelle südlich von Bad Dürrheim, der am 16. Oktober 1950 vom Südwestfunk in Betrieb genommen wurde. Er befand sich zwischen dem Gehöft Ankenbuck und der Bundesstraße 27 im Gewann Obere Schabel. Als Sendeantenne für Mittelwelle diente ein 120 Meter hoher, gegen Erde isolierter selbststrahlender Sendemast, als Sendeantenne für Kurzwelle wurde ein 12 Meter hoher Mast mit vier Metern Durchmesser benutzt.
Nachdem der Südwestfunk seinen neuen Bodenseesender für Kurz- und Mittelwelle bei Meßkirch in Betrieb genommen hatte, übergab er den Sender Bad Dürrheim Ende 1964 an die Deutsche Bundespost, die diesen ab dem 1. Februar 1965 zur Ausstrahlung des Deutschlandfunks mit einer Sendeleistung von 20 kW nutzte.
Da das Programm des Deutschlandfunks in dem Gebiet, welches der Sender Bad Dürrheim versorgte, ab 1968 auch in ausreichender Qualität über den Sender Ravensburg zu empfangen war, wurde im Rahmen des Genfer Wellenplans keine neue Frequenzzuteilung beantragt und die Anlage mit dessen Inkrafttreten am 23. November 1978 stillgelegt.
In der Folgezeit wurden die Antennenanlagen (inklusive der Fundamente und Abstimmhäuser) demontiert. Das einstige Sendergebäude ist immer noch vorhanden und wird heute als Wohnhaus genutzt.